# Another Tale to Tell
Another Tale to Tell är det femte studioalbumet av Björn Afzelius, släppt 1979. Låtarna på albumet är engelska versioner av Afzelius svenska låtar, som var med på albumen innan Another Tale to Tell.

## Låtlista
Text och musik av Björn Afzelius.
Sida ett
1. "Johnny Boy" (Afzelius-Rander/Afzelius) - 8:06
2. "Friday Nite at Seven" - 3:53
3. "Speedy John" (J French-Afzelius/Afzelius) - 5:16
4. "You're Never Alone" - 3:27

Sida två
1. "Nothing Personal" - 5:06
2. "Strike Meeting" - 6:17
3. "For King and Country" - 5:48
4. "The Enemy" - 3:23

## Musiker
- Björn Afzelius - sång, gitarr
- Håkan Nyberg - trummor
- Jimmy Olsson - bas
- Fjellis Fjellström - gitarr
- Janne Brynstedt - gitarr
- Bengt Bygren - keyboard

Övrigt
- Kurt Bünz - ljudmix

### Fotnoter
1. ↑  ”Another Tale to Tell”. Discogs.com. http://www.discogs.com/Bj%C3%B6rn-Afzelius-Band-Another-Tale-To-Tell/release/2031830. Läst 13 januari 2013.